# Cyrtarachne bicolor
Cyrtarachne bicolor là một loài nhện trong họ Araneidae.
Loài này thuộc chi Cyrtarachne. Cyrtarachne bicolor được Tord Tamerlan Teodor Thorell miêu tả năm 1898.